# Episodi di Mobile Suit Gundam SEED
Elenco completo di tutti gli episodi di tutte le serie di Gundam ambientate nella Cosmic Era.
I titoli sono in inglese con la traduzione letterale italiana, visto che non esiste ancora una edizione italiana ufficiale.

## Gundam SEED
| Nº          | Giapponese 「Kanji」 - Rōmaji - Traduzione letterale |
| Phase 1     | 「偽りの平和」 - itsuwari no heiwa – "Pace fasulla" |
| Phase 1     | La colonia spaziale di Orb, Heliopolis viene attaccata dalle forze di ZAFT, anche se neutrale. |
| Phase 2     | Its Name: Gundam 「その名はガンダム」 - sono mei ha gandamu – "Il suo nome è Gundam" |
| Phase 2     | Kira Yamato riprogramma il GAT-X105 Strike Gundam e difende Heliopolis. Natarle Badgiruel prende il comando della Archangel. |
| Phase 3     | Collapsing Land 「崩壊の大地」 - hōkai no daichi – "Il suolo collassa" |
| Phase 3     | Mu La Flaga si unisce alla Archangel; Heliopolis viene distrutta; Murrue Ramius prende il comando come Capitano, Badgiruel rimane come primo ufficiale. |
| Phase 4     | Silent Run 「サイレント ラン」 - sairento ran – "Fuga silenziosa" |
| Phase 4     | L´Archangel tenta di eludere Rau Le Creuset e chiede rifugio al satellite militare della Federazione Eurasiatica Artemis. |
| Phase 5     | Phase Shift Down 「フェイズシフトダウン」 - feizushifutodaun – "Phase Shift Down" |
| Phase 5     | L'armatura Phase Shift dello Strike si esaurisce nel mezzo di una battaglia contro la squadra di Rau Le Creuset. |
| Phase 6     | The Vanishing Gundam 「消えるガンダム」 - kie ru gandamu – "Il Gundam invisibile" |
| Phase 6     | L´Archangel e il suo equipaggio sono prigionieri di Artemis. Il Blitz Gundam attacca Artemis sfruttando il sistema di occultamento Mirage Colloid. |
| Phase 7     | The Scar of Space 「宇宙の傷跡」 - uchū no kizuato – "Cicatrice dello spazio" |
| Phase 7     | L´Archangel cerca rifornimenti nella Fascia di Detriti. |
| Phase 8     | The Songstress of The Enemy Forces 「敵軍の歌姫」 - tekigun no utahime – "La star delle forze avversarie" |
| Phase 8     | Lacus Clyne arriva a bordo della Archangel, causando tensioni nell'equipaggio. |
| Phase 9     | The Fading Light 「消えていく光」 - kie teiku hikari – "Luce evanescente" |
| Phase 10    | Crossroads 「分かたれた道」 - waka tareta michi – "Decisioni importanti" |
| Phase 10    | Kira riconsegna Lacus a Athrun Zala, ma si rifiuta di lasciare la Archangel. |
| Phase 11    | The Awakening Sword 「目覚める刃」 - mezame ru ha – "La spada rivelata" |
| Phase 12    | Flay's Decision 「フレイの選択」 - furei no sentaku – "La decisione di Flay" |
| Phase 13    | Stars Falling in Space 「宇宙に降る星」 - uchū ni furu hoshi – "Stelle cadenti nello spazio" |
| Phase 14    | Within Endless Time 「果てし無き時の中で」 - hate shi naki tokino naka de – "Tempo senza fine" |
| Phase 14    | Riassunto; spiega alcuni dettagli della nascita dei Coordinatori, e in particolare il primo, George Glenn. |
| Phase 15    | The Respective Solitudes 「それぞれの孤独」 - sorezoreno kodoku – "Solitudini a confronto" |
| Phase 16    | Burning Clouds of Sand 「燃える砂塵」 - moe ru sajin – "Nuvole di sabbia rovente" |
| Phase 17    | Cagalli Returns 「カガリ再び」 - kagari futatabi – "Cagalli ritorna" |
| Phase 18    | Payback 「ペイバック」 - pei bakku – "Vendetta" |
| Phase 19    | Fangs of the Enemy 「宿敵の牙」 - shukuteki no kiba – "Gli artigli del nemico" |
| Phase 20    | On a Calm Day 「おだやかな日に」 - odayakana nichi ni – "In una giornata tranquilla" |
| Phase 21    | Beyond the Clouds of Sand 「砂塵の果て」 - sajin no hate – "Oltre le nuvole di sabbia" |
| Phase 22    | The Sea Dyed Red 「紅に染まる海」 - kurenai ni soma ru umi – "Il mare colorato di rosso" |
| Phase 23    | Fateful Encounter 「運命の出会い」 - unmei no deai – "Incontro fatale" |
| Phase 24    | War for Two 「二人だけの戦争」 - futari dakeno sensō – "Guerra per due" |
| Phase 24    | Cagalli e Athrun si ritrovano naufraghi su un'isola deserta. |
| Phase 25    | The Land of Peace 「平和の国へ」 - heiwa no kuni he – "Terra di pace" |
| Phase 26    | Moment 「モーメント」 - momento – "Momento" |
| Phase 26    | Un riassunto dei primi venticinque episodi. |
| Phase 27    | Endless Rondo 「果てなき輪舞」 - hate naki rinbu – "Rondo senza fine" |
| Phase 27    | Un'altra puntata di riassunto, con parti inedite su Erica Simmons su Orb e le sue teorie sul Modalità SEED mentre lavora con Kira per sviluppare un sistema operativo utilizzabile dai Naturali. |
| Phase 28    | Kira 「キラ」 - kira – "Kira" |
| Phase 29    | The Turning Point 「さだめの楔」 - sadameno kusabi – "Il punto decisivo" |
| Phase 30    | Flashing Blades 「閃光の刻」 - senkō no koku – "Lame fiammeggianti" |
| Phase 31    | Grieving Skies 「慟哭の空」 - dōkoku no sora – "Cieli di lacrime" |
| Phase 32    | In the Promised Land 「約束の地に」 - yakusoku no chi ni – "Nella Terra Promessa" |
| Phase 33    | Gathering Darkness 「闇の胎動」 - yami no taidō – "L'oscuro si avvicina" |
| Phase 34    | Seen and Unseen 「まなざしの先」 - manazashino saki – "Visto e non visto" |
| Phase 34    | Prima uscita del ZGMF-X10A Freedom. |
| Phase 35    | The Descending Sword 「舞い降りる剣」 - mai ori ru tsurugi – "La spada discendente" |
| Phase 36    | In the Name of Justice 「正義の名のもとに」 - seigi no mei nomotoni – "Nel nome della giustizia" |
| Phase 36    | Prima uscita del ZGMF-X10A Justice. |
| Phase 37    | Divine Thunder 「神のいかずち」 - kami noikazuchi – "Tuono divino" |
| Phase 38    | Decisive Fire 「決意の砲火」 - ketsui no hōka – "Fuoco decisivo" |
| Phase 39    | Athrun 「アスラン」 - asuran – "Athrun" |
| Phase 40    | Into the Dawn Skies 「暁の宇宙へ」 - akatsuki no uchū he – "Nei cieli dell'alba" |
| Phase 40    | L´Archangel e la Kusanagi scappano nello spazio, mentre il leader di Orb rimane a terra e distrugge il mass driver, sacrificandosi. |
| Phase 41    | Trembling World 「ゆれる世界」 - yureru sekai – "Il mond trema" |
| Phase 42    | Lacus Strikes 「ラクス出撃」 - rakusu shutsugeki – "Lacus all'attacco" |
| Phase 42    | Lacus Clyne e Andrew Waltfeld sottraggono la Eternal da ZAFT e salvano Athrun Zala. Nello spazio si riuniscono con la Archangel e la Kusanagi. |
| Phase 43    | What Stands in the Way 「立ちはだかるもの」 - tachi hadakarumono – "Ciò che ostacola la strada" |
| Phase 43    | La neonata Alleanza delle Tre Navi si rifugia nella colonia abbandonata di Mentel, ma vengono scoperti sia da Rau Le Creuset che da Natalie Bajiruel, ora al comando della Dominion. |
| Phase 44    | Spiral of Encounters 「螺旋の邂逅」 - rasen no kaikō – "Spirale di incontri" |
| Phase 45    | The Opening Door 「開く扉」 - hiraku tobira – "La porta aperta" |
| Phase 46    | A Place For the Soul 「たましいの場所」 - tamashiino basho – "Un posto per l'anima" |
| Phase 46    | Fllay Allster viene salvata dalla Dominion, e consegna a Murata Azrael il disco con i dati del Freedom e del Justice, comprese le specifiche del N-Jammer Canceller, datole da Rau Le Creuset. |
| Phase 47    | The Nightmare Reborn 「悪夢は再び」 - akumu ha futatabi – "L'incubo rinato" |
| Phase 47    | Equipaggiate con il N-Jammer Canceller, le forze dell'Alleanza Terrestre attaccano in forze le colonie PLANT; l'asteroide militare Boaz viene distrutto da missili nucleari. |
| Phase 48    | Day of Wrath 「怒りの日」 - ikari no nichi – "Il giorno dell'ira" |
| Phase 48    | Il presidente di ZAFT Patrick Zala attacca con GENESIS, decimando la flotta terrestre, che deve ritirarsi. |
| Phase 49    | The Final Light 「終末の光」 - shūmatsu no hikari – "La luce finale" |
| Phase 49    | GENESIS distrugge I rinforzi terrestri, e vaporizza la base lunare; Rau Le Creuset esce con il suo nuovo Providence Gundam. |
| Final Phase | Towards an Endless Tomorrow 「終わらない明日へ」 - owa ranai ashita he – "Verso un domani infinito" |
| Final Phase | L´Archangel, Kusanagi e Eternal si lanciano in prima linea, tentando di evitare massacri di popolazioni civili; la Archangel ingaggia e distrugge la Dominion; Rau Le Crueset distrugge lo shuttle con a bordo anche Fllay Allister, e Kira distrugge l'unità di Crueset, uccidendolo; Athrun distrugge GENESIS detonando al suo interno la sua unità Justice; le forze della Fazione Clyne hanno la meglio sulle forze estremiste di Patrick Zala; viene accordato il cessate il fuoco. |
| Extra       | Between the Stars 「星のはざまで」 - hoshi nohazamade – "Tra le stelle" |

## Gundam SEED Special Edition
| Nº          | Titolo italiano Giapponese 「Kanji」 - Rōmaji - Traduzione letterale                          | In onda                       | In onda |
| Nº          | Titolo italiano Giapponese 「Kanji」 - Rōmaji - Traduzione letterale                          | Giapponese                    |         |
| Special I   | The Empty Battlefield 「虚空の戦場後編」 - Kokū no Senjō Kōhen – "Campo di battaglia deserto" | 22 marzo 2004 23 marzo 2004   |         |
| Special II  | The Distant Dawn 「遥かなる暁後編」 - Harukanaru Akatsuki Kōhen – "L'alba lontana"            | 27 luglio 2004 28 luglio 2004 |         |
| Special III | The Rumbling Universe 「鳴動の宇宙」 - Meidō no Sora – "L'universo brontolante"               | 22 ottobre 2004               |         |

## Gundam SEED Astray
| Nº | Titolo italiano |
| 1  | Red Frame       |
| 2  | Blue Frame      |

## Gundam SEED Destiny Astray
| Nº | Titolo italiano |
| 1  | Out Frame       |

## Gundam SEED Destiny
| Nº       | Giapponese 「Kanji」 - Rōmaji - Traduzione letterale | In onda           | In onda |
| Nº       | Giapponese 「Kanji」 - Rōmaji - Traduzione letterale | Giapponese        |         |
| Phase 1  | 「怒れる瞳」 - ikare ru hitomi – "Occhi rabbiosi" | 9 ottobre 2004    |         |
| Phase 2  | Those Who Cry Out For Battle 「戦いを呼ぶもの」 - tatakai wo yobu mono – "Coloro che cercano la battaglia"                                                               | 16 ottobre 2004   |         |
| Phase 3  | Ominous Gunfire 「予兆の砲火」 - yochō no hōka – "Colpi di avvertimento"                                                                                                 | 23 ottobre 2004   |         |
| Phase 3  | A causa del terremoto nel Chuetsu la trasmissione si è interrotta |                   |         |
| Phase 4  | Battlefield Of Stardust 「星屑の戦場」 - hoshikuzu no senjō – "Campo di battaglia della polvere di stelle"                                                               | 30 ottobre 2004   |         |
| Phase 5  | Unhealable Scar 「癒えぬ傷痕」 - ie nu kizu ato – "Cicatrice incurabile"                                                                                                 | 6 novembre 2004   |         |
| Phase 6  | The World's Final Hour 「世界の終わる時」 - sekai no owa ru toki – "L'ultima ora per la Terra"                                                                           | 13 novembre 2004  |         |
| Phase 7  | The Dazed Earth 「混迷の大地」 - konmei no daichi – "La Terra allibita"                                                                                                  | 20 novembre 2004  |         |
| Phase 8  | Junction 「ジャンクション」 - jankushon – "Giunzione" | 27 novembre 2004  |         |
| Phase 9  | Prideful Fangs 「驕れる牙」 - ogore ru kiba – "Artigli orgogliosi" | 4 dicembre 2004   |         |
| Phase 10 | Father's Curse 「父の呪縛」 - chichi no jubaku – "Maledizione paterna"                                                                                                   | 11 dicembre 2004  |         |
| Phase 11 | The Chosen Path 「選びし道」 - erabi shi michi – "La strada scelta" | 18 dicembre 2004  |         |
| Phase 12 | The Ocean Stained with Blood 「血に染まる海」 - chi ni soma ru umi – "Oceano insanguinato"                                                                               | 25 dicembre 2004  |         |
| Phase 13 | Resurrected Wing 「よみがえる翼」 - yomigaeru tsubasa – "Ala resuscitata"                                                                                                | 8 gennaio 2005    |         |
| Phase 14 | Departure Towards Tomorrow 「明日への出航」 - ashita heno shukkō – "Partenza verso il domani"                                                                            | 15 gennaio 2005   |         |
| Phase 15 | The Return to the Battlefield 「戦場への帰還」 - senjō heno kikan – "Ritorno alla battaglia"                                                                             | 22 gennaio 2005   |         |
| Special  | Mobile Suit Gundam Seed Destiny | DVD               |         |
| Phase 16 | The Battle to the Death in the Indian Ocean 「インド洋の死闘」 - indo hiroshi no shitō – "Battaglia mortale nell'Oceano Indiano"                                         | 5 febbraio 2005   |         |
| Phase 17 | Soldier's Terms 「戦士の条件」 - senshi no jōken – "Come soldati" | 12 febbraio 2005  |         |
| Phase 18 | Lohengrin, Shoot 「ローエングリンを討て」 - roengurin wo ute – "Lohengrin, Fuoco!"                                                                                       | 19 febbraio 2005  |         |
| Phase 19 | The Unseen Truth 「見えない真実」 - mie nai shinjitsu – "La verità nascosta"                                                                                             | 26 febbraio 2005  |         |
| Phase 20 | Past 「PAST」 - past – "Passato" | 5 marzo 2005      |         |
| Phase 21 | Roaming Eyes 「さまよう」 - samayō – "Occhi roteanti" | 12 marzo 2005     |         |
| Phase 22 | The Sword of the Azure Sky 「蒼天の剣」 - sōten no tsurugi – "La spada dal cielo azzurro"                                                                                | 19 marzo 2005     |         |
| Phase 23 | War's Shadow 「戦火の陰」 - senka no in – "L'ombra della guerra" | 26 marzo 2005     |         |
| Phase 24 | Crossing Glances 「すれ違う視線」 - sure chigau shisen – "Sguardi incrociati"                                                                                            | 2 aprile 2005     |         |
| Phase 25 | The Place of Sin 「罪の在処」 - tsumi no arika – "Il covo del peccato"                                                                                                   | 9 aprile 2005     |         |
| Phase 26 | Promise 「約束」 - yakusoku – "Promessa" | 16 aprile 2005    |         |
| Phase 27 | Unreachable Feelings 「届かぬ想い」 - todoka nu omoi – "Sentimenti irraggiungibili"                                                                                      | 23 aprile 2005    |         |
| Phase 28 | Remaining Life, Scattered Life 「残る命散る命」 - nokoru inochi chiru inochi – "Sopravvivenza"                                                                           | 30 aprile 2005    |         |
| Phase 29 | Fates 「FATES（フェイト）」 - fates (feito) – "Destini" | 7 maggio 2005     |         |
| Phase 30 | Instant Dream 「刹那の夢」 - setsuna no yume – "Istante di sogno" | 14 maggio 2005    |         |
| Phase 31 | The Neverending Night 「明けない夜」 - ake nai yoru – "Notte senza fine"                                                                                                 | 21 maggio 2005    |         |
| Phase 32 | Stellar 「ステラ」 - sutera – "Stellar" | 28 maggio 2005    |         |
| Phase 33 | The World Revealed 「示される世界」 - shimesa reru sekai – "La rivelazione"                                                                                              | 4 giugno 2005     |         |
| Phase 33 | Dullindal fa il suo discorso alla Terra e a ZAFT, smascherando Blue Cosmos e LOGOS.                                                                                      |                   |         |
| Phase 34 | Nightmare 「悪夢」 - akumu – "Incubo" | 11 giugno 2005    |         |
| Phase 35 | In The Light of Chaos 「混沌の先に」 - konton no sakini – "Nella luce del caos"                                                                                          | 18 giugno 2005    |         |
| Phase 36 | Athrun Escapes 「アスラン師走」 - asuran shiwasu – "Athrun scappa" | 25 giugno 2005    |         |
| Phase 37 | The Darkness of Thunder 「雷鳴の闇」 - raimei no yami – "L'oscurità del tuono"                                                                                           | 2 luglio 2005     |         |
| Phase 38 | A New Flag 「新しき旗」 - atarashi ki hata – "Una nuova bandiera" | 9 luglio 2005     |         |
| Phase 39 | Kira of the Heavens 「天空のキラ」 - tenkū no kira – "Kira dei cieli" | 16 luglio 2005    |         |
| Phase 40 | The Golden Will 「黄金の意志」 - ōgon no ishi – "Volontà d'oro" | 23 luglio 2005    |         |
| Phase 40 | Le forze congiunte dell'Alleanza e ZAFT attaccano Orb per stanare Jibril; Cagalli riceve l'eredita di suo padre, l'Akatsuki e si scontra con Shinn sopra i cieli di Orb. |                   |         |
| Phase 41 | Refrain 「リフレイン」 - rifurein – "Trattenersi" | 30 luglio 2005    |         |
| Phase 42 | Freedom and Justice 「自由と正義と」 - jiyū to seigi to – "Libertà e Giustizia"                                                                                          | 6 agosto 2005     |         |
| Phase 43 | The Sound of Counterattack 「反撃の声」 - hangeki no koe – "Il suono del contrattacco"                                                                                   | 13 agosto 2005    |         |
| Phase 44 | The Two Lacuses 「二人のラクス」 - futari no rakusu – "Le due Lacus" | 20 agosto 2005    |         |
| Phase 45 | Prelude to Revolution 「変革の序曲」 - henkaku no jokyoku – "Preludio alla rivoluzione"                                                                                  | 27 agosto 2005    |         |
| Phase 46 | The Song of Truth 「真実の歌」 - shinjitsu no uta – "La canzone della verità"                                                                                            | 3 settembre 2005  |         |
| Phase 47 | Meer 「ミーア」 - mia – "Meer" | 10 settembre 2005 |         |
| Phase 48 | To A New World 「新世界へ」 - shinsekai he – "Verso un nuovo mondo" | 17 settembre 2005 |         |
| Phase 49 | Rey 「レイ」 - rei – "Rey" | 24 settembre 2005 |         |
| Phase 50 | The Final Power 「最後の力」 - saigo no chikara – "Il potere finale" | 1º ottobre 2005   |         |